# St Albans
St Albans é uma cidade de mercado situada no sul do condado de Hertfordshire, Inglaterra, cerca de 35 km  ao norte do centro de Londres.
Cidade histórica, da antiga vila de Verulâmio, preserva ainda as feiras desde a época medieval, além de vestígios do período romano como: vestígios de construções romana e artefatos expostos no museu Verulâmio. Caracterizada como uma cidade-dormitório dentro da área metropolitana de Londres, o valor dos imóveis são notoriamente alto sendo considerado como um dos mais caros do Reino Unido.
St Albans tem dois adjetivos pátrios oficiais: Verulamian and Albanian. Originalmente nomeada de Verlamion pelos antigos britânicos, veio a ser a principal cidade sobre a rodovia de Watling Street para aqueles trabalhadores que seguiam para o norte no período Romano, tornando-se a Cidade de Verulamium Romana.

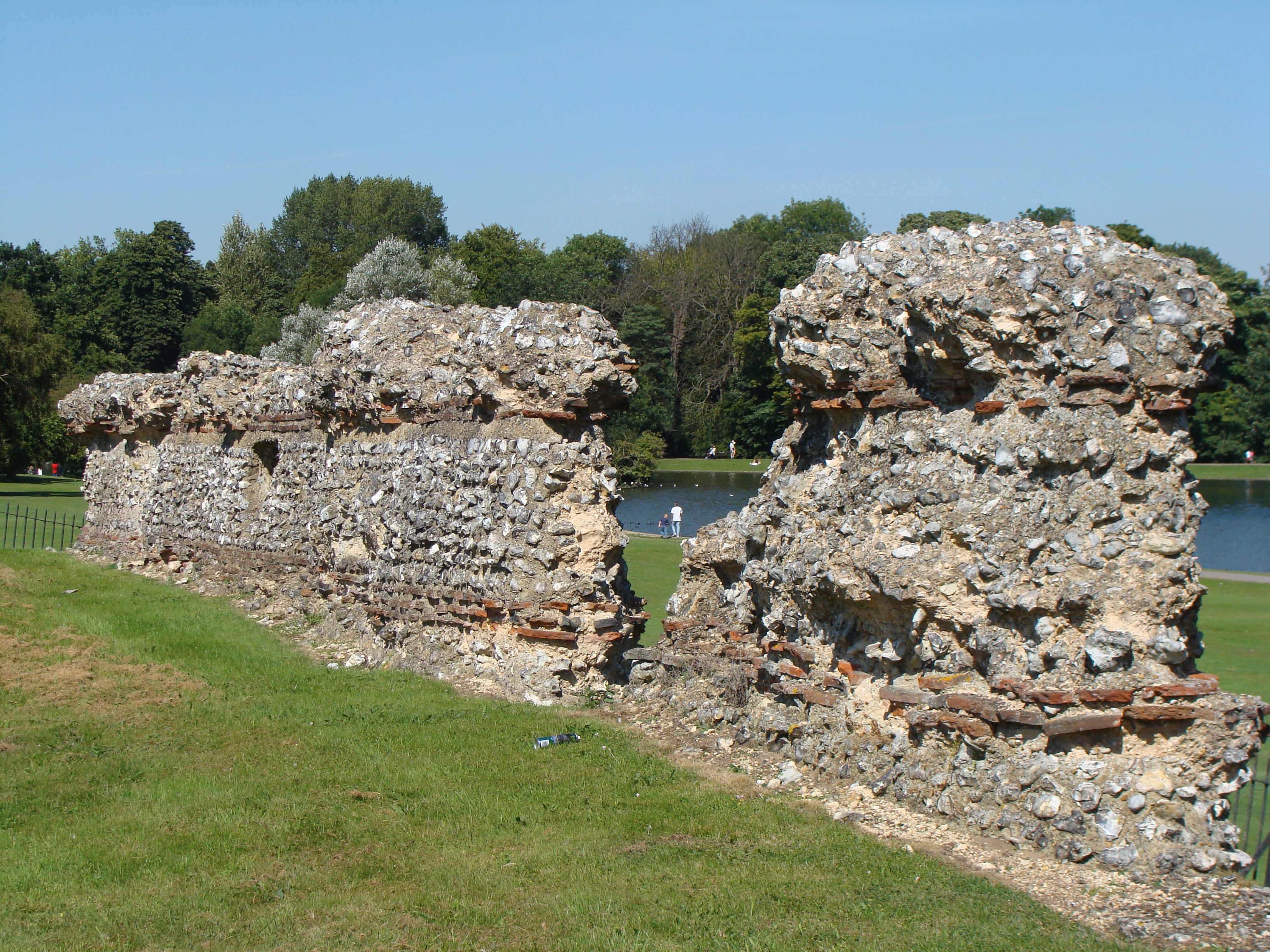
Vestígios do muro da época do período romano em St Albans

Já o atual nome St Albans é em homenagem à Santo Albano, o primeiro cristão britânico a morrer decapitado por sua fé religiosa.